# Paradoja de Stokes
En la ciencia de la Mecánica de fluidos, la Paradoja de Stokes es un fenómeno mediante el cual no puede darse un movimiento lento de un fluido alrededor de un disco de dos dimensiones; de manera equivalente, el hecho de que no existe una solución de estado estacionario no trivial para las ecuaciones de Navier-Stokes alrededor de un cilindro infinitamente largo. Esto se opone al caso tridimensional, donde el método de Stokes proporciona una solución al problema del flujo alrededor de una esfera.

## Derivación
El vector velocidad {\displaystyle u} de un fluido puede ser descrito en términos de la  función de flujo {\displaystyle \psi } como
{\displaystyle \mathbf {u} ={\begin{pmatrix}{\frac {\partial \psi }{\partial y}}&-{\frac {\partial \psi }{\partial x}}.\end{pmatrix}}}
Como la función de corriente en un problema de flujo de Stokes, {\displaystyle \psi } satisface la ecuación biarmónica. Dado que el avión puede ser considerado como un plano complejo, el problema puede tratarse usando métodos del análisis de números complejos. En esta aproximación, {\displaystyle \psi } puede ser la parte real o  imaginaria de
{\displaystyle {\bar {z}}f(z)+g(z)}.
donde {\displaystyle z=x+iy}, en la que {\displaystyle i} es la unidad imaginaria, {\displaystyle {\bar {z}}=x-iy}, y {\displaystyle f(z),g(z)} son  funciones holomorfas fuera del disco y donde se puede tomar la parte real sin pérdida de generalidad.
A continuación se introduce la función {\displaystyle u}, definida como {\displaystyle u=u_{x}+iu_{y}}. {\displaystyle u} puede escribirse como {\displaystyle u=-2i{\frac {\partial \psi }{\partial {\bar {z}}}}}, o {\displaystyle {\frac {1}{2}}iu={\frac {\partial \psi }{\partial {\bar {z}}}}} usando las Derivadas de Wirtinger.
Esto se calcula para ser igual a
{\displaystyle {\frac {1}{2}}iu=f(z)+z{\bar {f\prime }}(z)+{\bar {g\prime }}(z).}
Sin pérdida de generalidad, puede suponerse que el disco es el disco unitario, formado por todos los números complejos z de valor absoluto menor o igual que 1.
Las condiciones de contorno son:
{\displaystyle \lim _{z\to \infty }u=1,}
{\displaystyle u=0,}
siempre que {\displaystyle |z|=1},
y representando las funciones {\displaystyle f,g} como Serie de Laurent:
{\displaystyle f(z)=\sum _{n=-\infty }^{\infty }f_{n}z^{n},\quad g(z)=\sum _{n=-\infty }^{\infty }g_{n}z^{n},}
la primera condición implica {\displaystyle f_{n}=0,g_{n}=0} para todo {\displaystyle n\geq 2}.
Utilizando la forma polar de {\displaystyle z} resulta en {\displaystyle z^{n}=r^{n}e^{in\theta },{\bar {z}}^{n}=r^{n}e^{-in\theta }}.
Después de derivar la forma en serie de u, sustituyendo en ella junto con {\displaystyle r=1}, y cambiar algunos índices, la segunda condición límite se traduce en:
{\displaystyle \sum _{n=-\infty }^{\infty }e^{in\theta }\left(f_{n}+(2-n){\bar {f}}_{2-n}+(1-n){\bar {g}}_{1-n}\right)=0.}
Dado que las funciones trigonométricas complejas {\displaystyle e^{in\theta }} componen un conjunto linealmente independiente, se deduce que todos los coeficientes de la serie son cero.
Examinando estas condiciones para cada {\displaystyle n} después de tener en cuenta la condición en el infinito se observa que {\displaystyle f} y {\displaystyle g} son necesariamente de la forma
{\displaystyle f(z)=az+b,\quad g(z)=-bz+c,}
donde {\displaystyle a} es un número imaginario (opuesto a su propio conjugado complejo), y {\displaystyle b} y {\displaystyle c} son números complejos. Sustituyendo esto en {\displaystyle u} se obtiene el resultado de que {\displaystyle u=0} globalmente, obligando tanto a {\displaystyle u_{x}} como a {\displaystyle u_{y}} a ser cero. Por tanto, no puede haber movimiento: la única solución es que el cilindro esté en reposo respecto a todos los puntos del fluido.

## Resolución
La paradoja está causada por la validez limitada de la aproximación de Stokes, como se explica en la crítica de Oseen's: la validez de las ecuaciones de Stokes depende de que el número de Reynolds sea pequeño, y esta condición no puede cumplirse para distancias {\displaystyle r} arbitrariamente grandes. 
Se obtuvo una solución correcta para un cilindro utilizando ecuaciones de Oseen, y las mismas ecuaciones conducen a una aproximación mejorada de la fuerza de arrastre en una esfera.

## Flujo en estado estacionario alrededor de un cilindro circular
Al contrario de la paradoja de Stokes, existe la solución en estado no estacionario del mismo problema que modela un flujo de fluido que se mueve alrededor de un cilindro circular con un número de Reynolds pequeño. Esta solución puede darse mediante una fórmula explícita en términos de vorticidad del campo vectorial del flujo.

### Fórmula del flujo de Stokes alrededor de un cilindro circular
La vorticidad del flujo de Stokes viene dada por la siguiente relación:
{\displaystyle w_{k}(t,r)=W_{|k|,|k|-1}^{-1}\left[e^{-\lambda ^{2}t}W_{|k|,|k|-1}[w_{k}(0,\cdot )](\lambda )\right](t,r).}
Aquí {\displaystyle w_{k}(t,r)} - son los coeficientes de Fourier de la expansión de la vorticidad por ángulo polar que se definen en {\displaystyle (r_{0},\infty )}, {\displaystyle r_{0}} - radio del cilindro, {\displaystyle W_{|k|,|k|-1}}, {\displaystyle W_{|k|,|k|-1}^{-1}} son las transformadas especial directa e inversa de Weber, y la función inicial para la vorticidad {\displaystyle w_{k}(0,r)} satisface la condición de frontera sin deslizamiento.
La transformada especial de Weber tiene un núcleo no trivial, pero de la condición de no deslizamiento se sigue la ortogonalidad del flujo de vorticidad con respecto al núcleo.

### Derivación

#### Transformada especial de Weber
La transformada especial de Weber es una herramienta importante en la resolución de problemas de la hidrodinámica. Está definida por {\displaystyle k\in \mathbb {R} } como
{\displaystyle W_{k,k-1}[f](\lambda )=\int _{r_{0}}^{\infty }{\frac {J_{k}(\lambda s)Y_{k-1}(\lambda r_{0})-Y_{k}(\lambda s)J_{k-1}(\lambda r_{0})}{\sqrt {J_{k-1}^{2}(\lambda r_{0})+Y_{k-1}^{2}(\lambda r_{0})}}}f(s)sds,}
donde {\displaystyle J_{k}}, {\displaystyle Y_{k}} son las funciones de Bessel de primer y segundo tipo respectivamente. Para {\displaystyle k>1} tiene un núcleo no trivial que consiste en las funciones {\displaystyle C/r^{k}\in \ker(W_{k,k-1})}.
La transformada inversa viene dada por la fórmula
{\displaystyle W_{k,k-1}^{-1}[{\hat {f}}](r)=\int _{0}^{\infty }{\frac {J_{k}(\lambda r)Y_{k-1}(\lambda r_{0})-Y_{k}(\lambda s)J_{k-1}(\lambda r_{0})}{\sqrt {J_{k-1}^{2}(\lambda r_{0})+Y_{k-1}^{2}(\lambda r_{0})}}}{\hat {f}}(\lambda )\lambda d\lambda .}
Debido a la no trivialidad del núcleo, la identidad de inversión
{\displaystyle f(r)=W_{k,k-1}^{-1}\left[W_{k,k-1}[f]\right](r)}
es válida si {\displaystyle k\leq 1}. También es válido en el caso de {\displaystyle k>1} pero sólo para funciones, que son ortogonales al núcleo de {\displaystyle W_{k,k-1}} en {\displaystyle L_{2}(r_{0},\infty )} con elemento infinitesimal {\displaystyle rdr}:
{\displaystyle \int _{r_{0}}^{\infty }{\frac {1}{r^{k}}}f(r)rdr=0,~k>1.}

#### Condición de no deslizamiento y ley de Biot-Savart
En el exterior del disco de radio {\displaystyle r_{0}} {\displaystyle B_{r_{0}}=\{\mathbf {x} \in \mathbb {R} ^{2},~\vert \mathbf {x} \vert >r_{0}\}} la Ley de Biot y Savart
{\displaystyle \mathbf {v} (\mathbf {x} )={\frac {1}{2\pi }}\int _{B_{r_{0}}}{\frac {(\mathbf {x} -\mathbf {y} )^{\perp }}{\vert \mathbf {x} -\mathbf {y} \vert ^{2}}}w(\mathbf {y} )\operatorname {d\mathbf {y} } +\mathbf {v} _{\infty },}
restablece el campo de velocidad {\displaystyle \mathbf {v} (\mathbf {x} )} que es inducida por la vorticidad {\displaystyle w(\mathbf {x} )} con circulación nula y velocidad constante dada {\displaystyle \mathbf {v} _{\infty }} en el infinito.
Condición antideslizante para {\displaystyle \mathbf {x} \in S_{r_{0}}=\{\mathbf {x} \in \mathbb {R} ^{2},~\vert \mathbf {x} \vert =r_{0}\}}
{\displaystyle {\frac {1}{2\pi }}\int _{B_{r_{0}}}{\frac {(\mathbf {x} -\mathbf {y} )^{\perp }}{\vert \mathbf {x} -\mathbf {y} \vert ^{2}}}w(\mathbf {y} )\operatorname {d\mathbf {y} } +\mathbf {v} _{\infty }=0}
conduce a las relaciones para {\displaystyle k\in \mathbf {Z} }:
{\displaystyle \int _{r_{0}}^{\infty }r^{-\vert k\vert +1}w_{k}(r)dr=d_{k},}
donde
{\displaystyle d_{k}=\delta _{\vert k\vert ,1}(v_{\infty ,y}+ikv_{\infty ,x}),}
{\displaystyle \delta _{\vert k\vert ,1}} es el delta de Kronecker, {\displaystyle v_{\infty ,x}}, {\displaystyle v_{\infty ,y}} son las coordenadas cartesianas de {\displaystyle \mathbf {v} _{\infty }}.
En particular, de la condición de no deslizamiento se deduce la ortogonalidad de la vorticidad al núcleo de la transformada de Weber {\displaystyle W_{k,k-1}}:
{\displaystyle \int _{r_{0}}^{\infty }r^{-\vert k\vert +1}w_{k}(r)dr=0~for~|k|>1.}

#### Flujo de vorticidad y su condición de contorno
La vorticidad {\displaystyle w(t,\mathbf {x} )} para el flujo de Stokes satisface a la ecuación de la vorticidad.
{\displaystyle {\frac {\partial w(t,\mathbf {x} )}{\partial t}}-\Delta w=0,} o en términos de los coeficientes de Fourier en la expansión por ángulo polar
{\displaystyle {\frac {\partial w_{k}(t,r)}{\partial t}}-\Delta w_{k}=0,}
donde
{\displaystyle \Delta _{k}w_{k}(t,r)={\frac {1}{r}}{\frac {\partial }{\partial r}}\left(r{\frac {\partial }{\partial r}}w_{k}(t,r)\right)-{\frac {k^{2}}{r^{2}}}w_{k}(t,r).}
De la condición de no deslizamiento se deduce {\displaystyle {\frac {d}{dt}}\int _{r_{0}}^{\infty }r^{-\vert k\vert +1}w_{k}(t,r)dr=0.}
Finalmente, integrando por partes, obtenemos la Condición de frontera de Robin para la vorticidad:
{\displaystyle \int _{r_{0}}^{\infty }s^{-|k|+1}\Delta _{k}w_{k}(t,r)dr=-r_{0}^{-|k|}\left(r_{0}{\frac {\partial w_{k}(t,r)}{\partial r}}{\Big |}_{r=r_{0}}+|k|w_{k}(t,r_{0})\right)=0.}
Entonces la solución del problema de valor límite puede expresarse mediante la integral de Weber anterior.

### Observación
La fórmula para la vorticidad puede dar otra explicación de la paradoja de Stokes. Las funciones {\displaystyle {\frac {C}{r^{k}}}\in ker(\Delta _{k}),~k>1} pertenecen al núcleo de {\displaystyle \Delta _{k}} y generan las soluciones estacionarias de la ecuación de la vorticidad con condición de contorno tipo Robin. A partir de los argumentos anteriores, cualquier flujo de vorticidad de Stokes con condición de contorno sin deslizamiento debe ser ortogonal a las soluciones estacionarias obtenidas. Esto sólo es posible para {\displaystyle w\equiv 0}.